# The Very Thought of You (film)
Pour les articles homonymes, voir The Very Thought of You.
Pour plus de détails, voir Fiche technique et Distribution.
The Very Thought of You est un film américain en Noir et blanc réalisé par Delmer Daves, sorti en 1944.

## Synopsis
Après trois ans de guerre, les sergents de l'armée Dave et son camarade « Fixit » viennent passer leur permission à Pasadena pour la fête de Thanksgiving. Ils rencontrent deux jeunes femmes qui travaillent dans une usine de parachutes.

## Fiche technique
- Titre : The Very Thought of You
- Réalisation : Delmer Daves
- Scénario : Delmer Daves et Alvah Bessie, Lionel Wiggam (histoire)
- Photographie : Bert Glennon
- Montage : Alan Crosland Jr.
- Musique : Franz Waxman
- Société de production : Warner Bros.
- Producteur : Jerry Wald
- Pays de production :  États-Unis
- Langue originale : anglais américain
- Format : Noir et blanc — 35 mm — 1,37:1 — son : mono (RCA Sound System)
- Genre : drame romantique
- Durée : 99 minutes (1 h 39)
- Date de sortie :
  - États-Unis : 20 octobre 1944

## Distribution
- Dennis Morgan : le sergent David Stewart
- Eleanor Parker : Janet Wheeler
- Dane Clark : le sergent 'Fixit' Gilman
- Faye Emerson : Cora 'Cuddles' Colton
- Beulah Bondi : Mrs. Harriet Wheeler
- Henry Travers : Pop Wheeler
- William Prince : Fred
- Andrea King : Molly Wheeler
- Richard Erdman : Soda Jerk
- Francis Pierlot : Ministre Raymond Houck